# (3690) Larson
(3690) Larson (1981 PM) – planetoida z pasa głównego asteroid okrążająca Słońce w ciągu 3,37 lat w średniej odległości 2,25 au Odkrył ją Edward Bowell 3 sierpnia 1981 roku.